# Synsphyronus francesae
Espèce
Synsphyronus francesae est une espèce de pseudoscorpions de la famille des Garypidae.

## Distribution
Cette espèce est endémique d'Australie-Occidentale. Elle se rencontre dans le parc national du cap Le Grand, le parc national du cap Arid, le parc national de Fitzgerald River et l'archipel de la Recherche.

## Description
Le mâle holotype mesure 3,92 mm et la femelle paratype 5,10 mm, les mâles mesurent de 3,76 à 4,35 mm et les femelles de 4,80 à 5,19 mm.

## Étymologie
Cette espèce est nommée en l'honneur de Frances Harvey.

## Publication originale
- Harvey, 2011 : Two new species of Synsphyronus (Pseudoscorpiones: Garypidae) from southern Western Australian granite landforms. Records of the Western Australian Museum, vol. 26, no 1, p. 11-22 (texte intégral).